# Sud-Muntenia (región de desarrollo)
Sud-Muntenia (español: Sur-Muntenia) es una región de desarrollo en Rumania. Como las demás regiones de desarrollo, no tiene poderes administrativos, siendo su función principal la de coordinar proyectos de desarrollo regional y gestionar fondos de la Unión Europea. Está ubicado íntegramente en la región histórica de Muntenia, con la sede de la Agencia de Desarrollo en Călărași.

## Distritos
La región Sud está compuesta por los siguientes distritos:
- Argeș
- Călărași
- Dâmbovița
- Giurgiu
- Ialomița
- Prahova
- Teleorman